# Тропотянка
Тропотя́нка (Тропонятка) — украинский народный парный танец с фигурами. Музыкальный размер 2/4. Основное движение — покачивания корпусом и головой при изменениях положения рук и ног. Шаг пружинный, прыжки с поворотом корпуса. Исполняется живо, темпераментно. Распространён в Закарпатье (Украина). 
Бытовой танец был приурочен к свадебному ритуалу.